# クライム・タイム
クライム・タイム（Cryme Tyme）は、アメリカ合衆国のプロレス団体WWEで活動していたJTGとシャドによるタッグチーム。スラングを多用するニューヨーク・ブルックリン出身のストリート・ギャングというギミックのもと、ベビーフェイスのポジションで活躍した。
ジェイソン・ポールのリングネームであるJTGとは "Just That Gangsta"（ただのあのギャングスタ）の略称でもある。

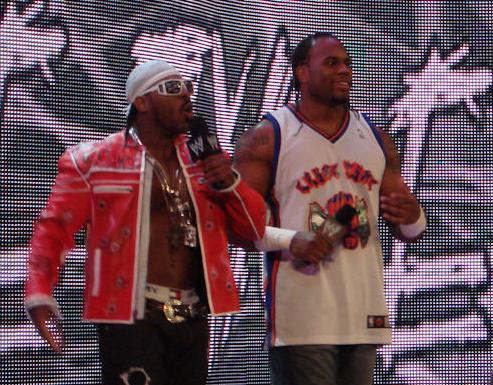
（左）JTG、（右）シャド

## 来歴
OVWでの活動を経て、2006年9月にRAWのダーク・マッチにおいてデビュー。10月のTVデビュー戦では当時の世界タッグ王者だったスピリット・スクワッドに勝利。以降はシェルトン・ベンジャミン&チャーリー・ハースとの短期抗争を経てタッグ戦線で活動するも、2007年9月に一時解雇される。
インディー団体で活動後、2008年3月にWWEに復帰し、復帰戦ではランス・ケイド&トレバー・マードックに勝利。7月からは当時の世界タッグ王者コーディ・ローデス&テッド・デビアスと抗争を展開する。王者チームの試合中にベルトを盗み、9月のアンフォーギヴェンでのタイトルマッチの約束を取り付けたが、王座奪取には至らなかった。以降は同じくWWE.com上で番組を持っていたジョン・モリソン&ザ・ミズと、どちらの番組が優れているかを言い争ったのをきっかけに抗争を開始した。
2009年の追加ドラフトで両者ともスマックダウンへ移籍し、6月よりハート・ダイナスティと抗争。8月のサマースラムでは統一タッグ王者のクリス・ジェリコ&ビッグ・ショーに挑戦した。
その後もタッグチームとして活動していたが、2010年4月のスマックダウンでのジョン・モリソン&Rトゥルースとの試合後（シャドがあっさりと敗退）、シャドが突然JTGを暴行し、その後のバックステージでのインタビューで「クライム・タイムは終わった。これからはマイ・タイム（俺の時代）だ」とアピール。以降、タッグチームは解散となり、元パートナー同士の抗争が開始された。4月25日のエクストリーム・ルールズではストラップ・マッチでJTGが勝利を収めたが、その後シャドがFCWへ降格され、ほどなくして解雇。JTGはシングルで活動後、2014年にWWEを解雇された。
その後は名称を"Crime Time"と表記を変え、2020年5月17日にジャドが事故死するまで各地の独立団体で活動を続けていた。

## その他
- 一時期ジョン・シナと組み "CTC"（Cryme Tyme & Cena）として活動していた。
- WWE.com上での番組 "Word up"（2009年6月頃からスマックダウンでも放送）では、2人がイヴ・トーレスと共に出演、スラングを紹介するコーナーを持っていた。ただし、途中で毎回のようにジェシーが乱入し、かなり嫌がる様子を見せていた。

## 得意技
G9
2人の合体技。シャドのサモアン・ドロップからJTGのランニング・リバース・ネックブリーカーに移行する連携技。ネーミングの由来はGで始まる9文字の英単語 "Gangsters"（ギャングスターズ）に由来する。
サグニフィセンス（シャド）
足を大きく振り上げて放つSTOボンバー。
シャウト・アウト（JTG）
旋回式ネックブリーカー・ドロップ。
マネー・マネー・エルボー（シャド）
倒れている相手に対して使用。技を仕掛ける際に決め台詞の「マネー・マネー、イエー・イエー」を叫びエルボーを投下する。ザ・ロックのピープルズ・エルボー同様、見せ技的要素が大きい。

## 入場曲
- Bringin´Da Hood T U